# Euops chinensis
Euops chinensis ist eine Käferart  aus der Familie der Blattroller (Attelabidae).

## Merkmale
Der Käfer ist ca. 4 Millimeter lang und überwiegend glänzend metallisch grün oder blau gefärbt mit gelblichem Kopf und metallisch blauen Flügeldecken. Gelegentlich sind die Flügeldecken auch purpurfarben (forma purpureus). Auf dem Halsschild sind zwei purpurne Längsstriche ausgebildet. Der Körper ist relativ kurz mit breiten Flügeldecken, deren Breite an der Basis am größten ist und die nach hinten gerade verengt sind. Der Halsschild ist seitlich gerundet und viel schmaler als die Flügeldecken. Er trägt genabelte Punktur, d. h. die Punkte bestehen aus größeren Punktgruben mit einer mittleren Erhebung darin, sie sind aber nicht runzelig ineinander verflossen. Am Kopf sitzen auffallend große Komplexaugen, die sich aber bei dieser Art nicht wie bei einigen Verwandten auf der Oberseite berühren. Der Rüssel ist etwas länger als der Kopf und zur Spitze hin verbreitert mit relativ kurzen Fühlern. Wie bei allen Euops-Arten fehlen die Labialpalpen vollständig. Die Vorderbeine sind, insbesondere beim Männchen, stark verlängert. Die Vorderschienen (Tibien) des Männchens sind extrem lang und sichelförmig gebogen.

## Lebensweise
Einzige Nahrungspflanze ist Japanischer Staudenknöterich (Fallopia japonica). Euops chinensis ist monophag und konnte im Nahrungswahlversuch nicht an anderen getesteten Knöterichgewächsen gezüchtet werden und wurde auch im Freiland nie an ihnen beobachtet. Wie typisch bei den Blattrollern, rollt das Weibchen der Art ein Blatt der Nahrungspflanze zu einer zigarrenförmigen Rolle ein und belegt diese mit einem Ei. Die Larve entwickelt sich im Inneren der Rolle. Sie ist für ihre Ernährung auf eine Pilzart, Penicillium herquei, angewiesen, die auf der verwelkenden Blattsubstanz wächst. Der Pilz wird vom Weibchen zusammen mit dem Ei aufgebracht. Nur das Weibchen der Art besitzt dafür spezielle sporentragende Taschen (genannt: Mycangia), in denen Pilzsporen gespeichert und transportiert werden. Der Besitz von Mycangia ist sonst nur bei holzzerstörenden Käferarten wie z. B. den Borkenkäfern bekannt und ist bisher von keinem anderen Blattfresser bekannt.

## Verbreitung
Die Art lebt ausschließlich in Südchina (Guangdong, Fujian, Insel Taiwan).

## Bedeutung
Die Nahrungspflanze ist in Europa und Nordamerika ein gefürchteter invasiver Neophyt. Es wird deshalb geprüft, den Käfer zur biologischen Bekämpfung der Pflanzenart, die in Europa nahezu keine biologischen Antagonisten besitzt, einzuführen. Bevor dies möglich ist, ist allerdings erst die potenzielle Rolle des symbiotischen Pilzes zu klären.